# Teodora di Grecia
Teodora di Grecia (in greco Θεοδώρα της Ελλάδας?; Corfù, 30 maggio 1906 – Büdingen, 16 ottobre 1969) è stata granduchessa consorte titolare di Baden dal 1931 al 1963, come moglie di Bertoldo.

## Biografia

### Giovinezza
Teodora nacque il 30 maggio 1906 nel Palazzo Tatoi, residenza estiva della casa reale greca, secondogenita di Andrea di Grecia e della moglie, Alice di Battenberg; discendeva  per via materna dalla regina Vittoria mentre da parte di padre, discendeva dallo zar Nicola I, Cristiano IX di Danimarca e da Giorgio I di Grecia, quindi prima cugina dei sovrani ellenici Giorgio II, Alessandro e Paolo. Teodora aveva tre sorelle, Margherita, Cecilia e Sofia, ed un fratello, Filippo poi duca di Edimburgo.
La Principessa fu inizialmente educata in Grecia la quale però soffriva di una grave instabilità politica, così la Casa reale dovette abbandonare il paese numerose volte; nel 1917 lo zio Costantino I ed il cugino Giorgio furono costretti a rinunciare ai propri diritti al trono e andarono in esilio, assieme alla maggior parte della famiglia reale. Teodora visse prima in Svizzera e poi in Francia, intanto la madre soffriva di numerosi esaurimenti nervosi.

### Matrimonio
Teodora sposò il 17 agosto 1931 in Baden-Baden, Bertoldo di Baden; lo sposo era il figlio di Massimiliano di Baden e di Maria Luisa di Hannover, ciò rendeva i due sposi lontani cugini discendendo entrambi di Cristiano IX di Danimarca. La coppia ebbe tre figli:
- Margherita (1932 - 2013)
- Massimiliano (1933)
- Ludovico Massimiliano (1937)

### Morte
Teodora morì il 16 ottobre 1969 a Büdingen, Germania, essendo sopravvissuta al marito di sei anni. Sua madre, la principessa Alice, le sopravvisse di cinque settimane, morì il 5 dicembre 1969.

## Titoli e trattamento
- 30 maggio 1906 - 17 agosto 1931: Sua Altezza Reale, la principessa Teodora di Grecia e Danimarca
- 17 agosto 1931 - 27 ottobre 1963: Sua Altezza Reale, la Margravia di Baden
- 27 ottobre 1963 - 16 ottobre 1969: Sua Altezza Reale, la Margravia Madre di Baden

## Ascendenza
|                               |                    |                                  | Genitori                          |  |  | Nonni |  |  | Bisnonni                  |  |  | Trisnonni                                                      |  |
|                               |                    |                                  |                                   |  |  |       |  |  | Cristiano IX di Danimarca |  |  | Federico Guglielmo di Schleswig-Holstein-Sonderburg-Glücksburg |  |
|                               |                    |                                  |                                   |  |  |       |  |  | Cristiano IX di Danimarca |  |  | Federico Guglielmo di Schleswig-Holstein-Sonderburg-Glücksburg |  |
|                               |                    | Luisa Carolina d'Assia-Kassel    |                                   |  |  |       |  |  | Cristiano IX di Danimarca |  |  |                                                                |  |
| Giorgio I di Grecia           |                    |                                  |                                   |  |  |       |  |  | Cristiano IX di Danimarca |  |  |                                                                |  |
|                               |                    | Luisa d'Assia-Kassel             | Guglielmo d'Assia-Kassel          |  |  |       |  |  |                           |  |  |                                                                |  |
|                               |                    | Luisa d'Assia-Kassel             | Guglielmo d'Assia-Kassel          |  |  |       |  |  |                           |  |  |                                                                |  |
|                               |                    | Luisa d'Assia-Kassel             | Luisa Carlotta di Danimarca       |  |  |       |  |  |                           |  |  |                                                                |  |
| Andrea di Grecia              |                    | Luisa d'Assia-Kassel             |                                   |  |  |       |  |  |                           |  |  |                                                                |  |
|                               |                    | Konstantin Nikolaevič di Russia  | Nicola I di Russia                |  |  |       |  |  |                           |  |  |                                                                |  |
|                               |                    | Konstantin Nikolaevič di Russia  | Nicola I di Russia                |  |  |       |  |  |                           |  |  |                                                                |  |
|                               |                    | Konstantin Nikolaevič di Russia  | Carlotta di Prussia               |  |  |       |  |  |                           |  |  |                                                                |  |
| Olga Konstantinovna di Russia |                    | Konstantin Nikolaevič di Russia  |                                   |  |  |       |  |  |                           |  |  |                                                                |  |
|                               |                    | Alessandra di Sassonia-Altenburg | Giuseppe di Sassonia-Altenburg    |  |  |       |  |  |                           |  |  |                                                                |  |
|                               |                    | Alessandra di Sassonia-Altenburg | Giuseppe di Sassonia-Altenburg    |  |  |       |  |  |                           |  |  |                                                                |  |
|                               |                    | Alessandra di Sassonia-Altenburg | Amalia di Württemberg             |  |  |       |  |  |                           |  |  |                                                                |  |
| Teodora di Grecia e Danimarca |                    | Alessandra di Sassonia-Altenburg |                                   |  |  |       |  |  |                           |  |  |                                                                |  |
|                               | Alessandro d'Assia | Luigi II d'Assia e del Reno      |                                   |  |  |       |  |  |                           |  |  |                                                                |  |
|                               | Alessandro d'Assia | Luigi II d'Assia e del Reno      |                                   |  |  |       |  |  |                           |  |  |                                                                |  |
|                               | Alessandro d'Assia | Guglielmina di Baden             |                                   |  |  |       |  |  |                           |  |  |                                                                |  |
| Luigi di Battenberg           | Alessandro d'Assia |                                  |                                   |  |  |       |  |  |                           |  |  |                                                                |  |
|                               |                    | Julia von Hauke                  | Hans Moritz von Hauke             |  |  |       |  |  |                           |  |  |                                                                |  |
|                               |                    | Julia von Hauke                  | Hans Moritz von Hauke             |  |  |       |  |  |                           |  |  |                                                                |  |
|                               |                    | Julia von Hauke                  | Sophie Lafontaine                 |  |  |       |  |  |                           |  |  |                                                                |  |
| Alice di Battenberg           |                    | Julia von Hauke                  |                                   |  |  |       |  |  |                           |  |  |                                                                |  |
|                               |                    | Luigi IV d'Assia e del Reno      | Carlo d'Assia                     |  |  |       |  |  |                           |  |  |                                                                |  |
|                               |                    | Luigi IV d'Assia e del Reno      | Carlo d'Assia                     |  |  |       |  |  |                           |  |  |                                                                |  |
|                               |                    | Luigi IV d'Assia e del Reno      | Elisabetta di Prussia             |  |  |       |  |  |                           |  |  |                                                                |  |
| Vittoria d'Assia e del Reno   |                    | Luigi IV d'Assia e del Reno      |                                   |  |  |       |  |  |                           |  |  |                                                                |  |
|                               |                    | Alice di Gran Bretagna           | Alberto di Sassonia-Coburgo-Gotha |  |  |       |  |  |                           |  |  |                                                                |  |
|                               |                    | Alice di Gran Bretagna           | Alberto di Sassonia-Coburgo-Gotha |  |  |       |  |  |                           |  |  |                                                                |  |
|                               |                    | Alice di Gran Bretagna           | Vittoria del Regno Unito          |  |  |       |  |  |                           |  |  |                                                                |  |
|                               |                    | Alice di Gran Bretagna           |                                   |  |  |       |  |  |                           |  |  |                                                                |  |